# Weisswurst

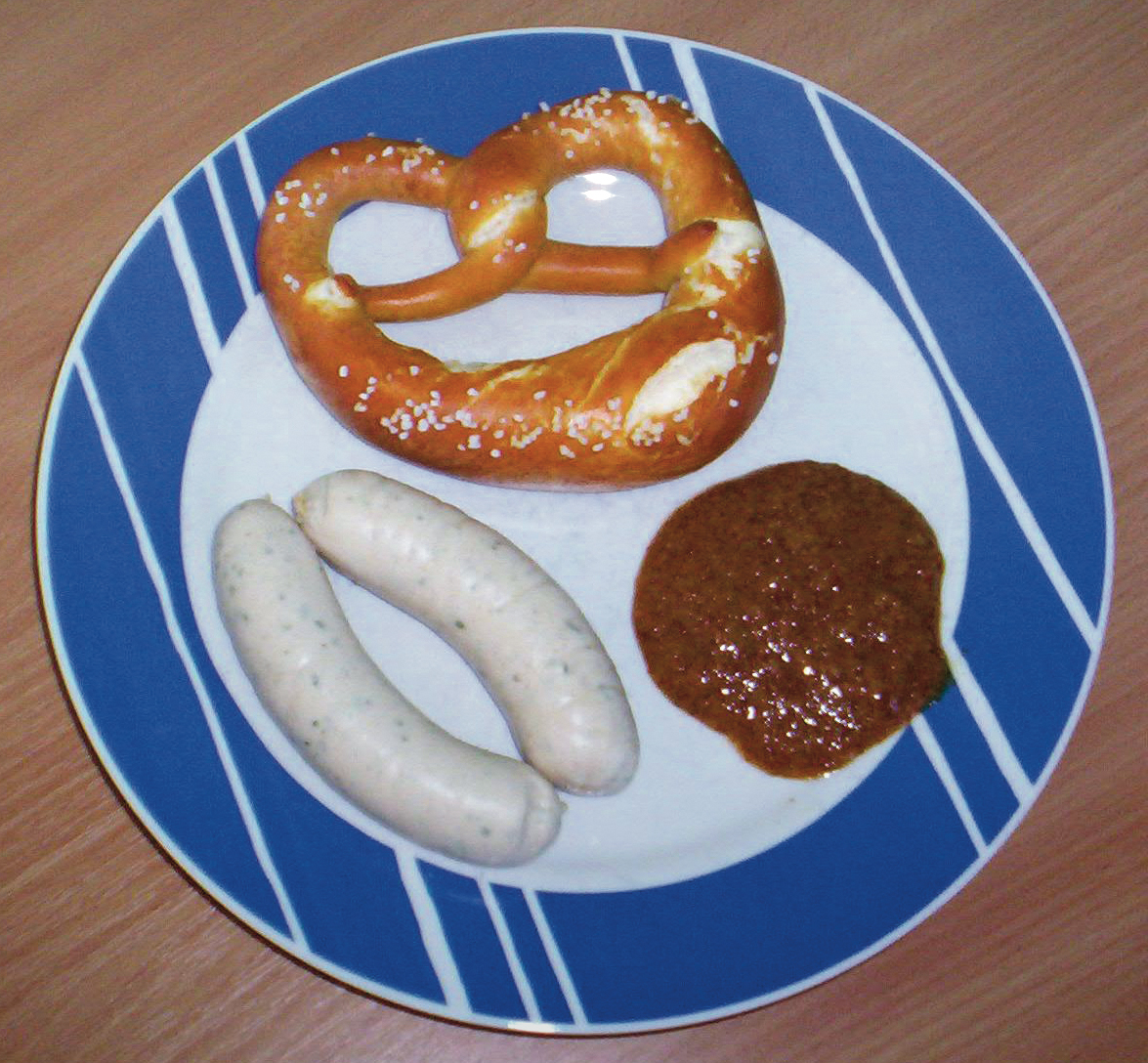
Prato de Weißwurst

Weißwurst ou Weisswurst (literalmente salsicha ou linguiça branca) é um prato muito consumido na Alemanha, sobretudo na região da Baviera.
É confeccionada a partir de carne de vitela, finamente picada, e toucinho de porco fresco. É normalmente temperada com salsa, limão, cebola, gengibre e cardamomo, apesar de existirem outras variações. A mistura é introduzida em tripas de porco frescas e limpas, sendo em seguida separada em salsichas individuais, de cerca de 10 cm de comprimento e cerca de 2 cm de espessura.
Como é extremamente perecível, a weißwurst é tradicionalmente preparada de manhã cedo e consumida como primeiro ou segundo pequeno-almoço. Existe um ditado que diz que as salsichas não devem ouvir os sinos das igrejas a anunciar o meio-dia. As salsichas são aquecidas em água, sem levantar fervura, durante cerca de 10 minutos. Este processo torna-as acinzentadas, dada a ausência de conservantes da cor na sua preparação.
A weißwurst é levada para a mesa numa taça grande, dentro da água que foi usada na sua preparação (para que não arrefeça muito), sendo consumida em seguida sem a pele. A forma tradicional de abrir a salsicha e de sorver a carne com a boca é conhecida como "zutzeln". Outra forma também popular e mais discreta de a consumir consiste em cortar a salsicha ao meio, de forma longitudinal, de forma a que parte debaixo da pele permaneça intacta e, em seguida, retirar a carne da pele com um garfo.
É comumente servida com mostarda doce e acompanhada por bretzel e cerveja branca.
É de salientar que a weißwurst raramente é consumida noutras partes da Alemanha para além da Baviera, facto que ajudou a cunhar a expressão Weißwurstäquator (significando algo como o equador da weißwurst).